# تصميم اللجنة

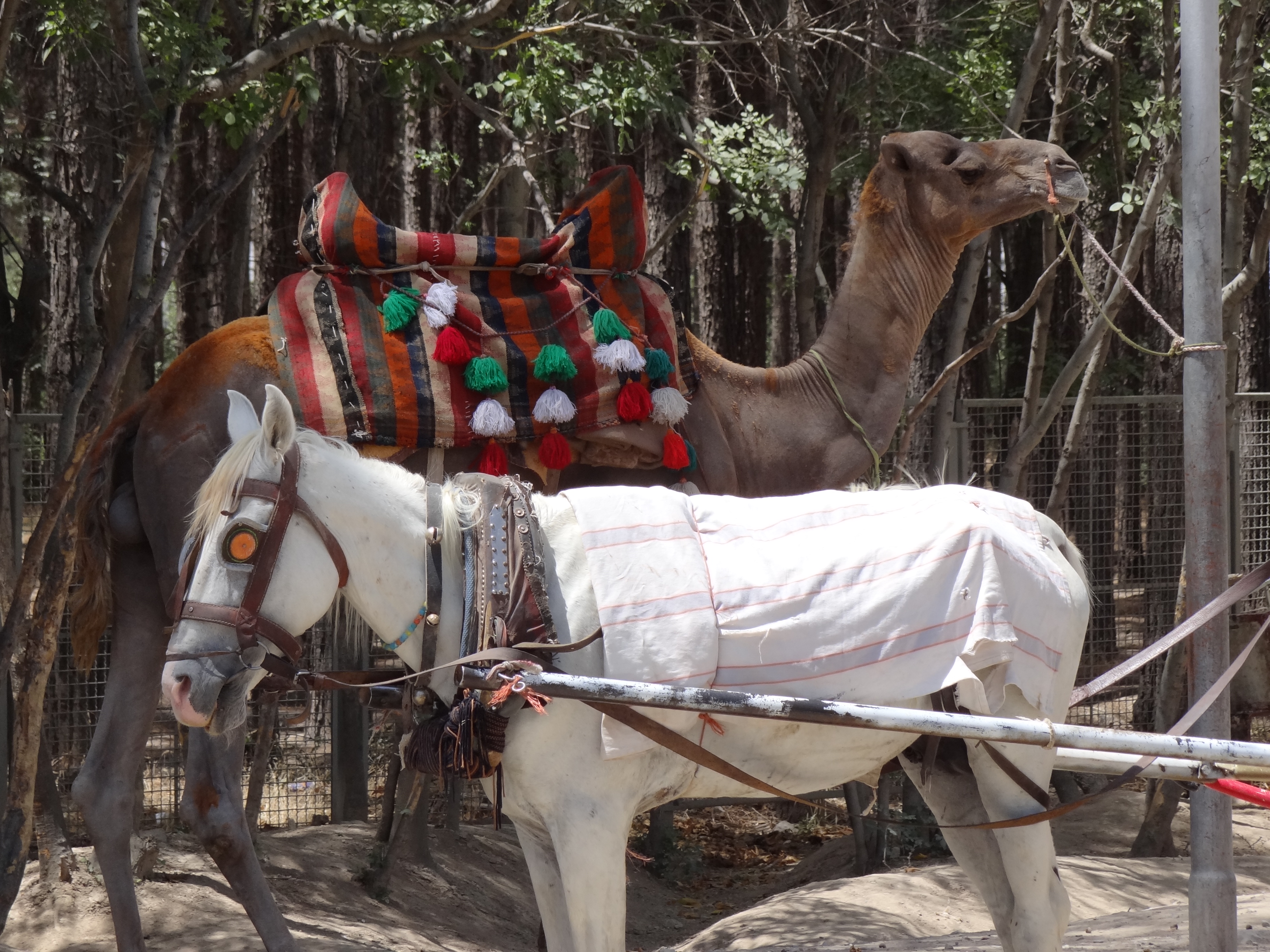
تقول إحدى المقولات الشائعة في اللغة الإنجليزية "الجمل هو حصان صُمم بواسطة لجنة"، وتشير إلى أن العمل الجماعي في التصميم يمكن أن يؤدي إلى زيادة التعقيد والتكلفة الزائدة والأداء غير المرضي

تصميم اللجنة أو صُمم بواسطة لجنة (بالإنجليزية: Design by committee)‏ هو مصطلح ازدرائي يصف مشروعاً يضم العديد من المصممين، ولكن يفتقر إلى الخطة أو الرؤية الموحدة.

## استخدام المصطلح
يعبر هذا المصطلح عن الصفات غير المثالية التي يمكن أن تنتجها عملية التصميم بالتوافق بين متطلبات وآراء المشاركين، وخاصة في حالة عدم وجود قيادة متمّكنة أو معرفة تقنية جيدة، فينتج عن ذلك الإجراءات الزائدة، والتناقضات الداخلية، والأخطاء المنطقية، والرتابة، وعدم وجود رؤية موحدة. وتتميّز عملية التصميم بالتوافق بأنها تعتمد على الاتفاق والتوافق بين المشاركين، وتختلف عن التصميم الاستبدادي أو تصميم الديكتاتور، حين يقوم قائد المشروع باتخاذ القرارات التصميمية بشكل فردي. الفرق هنا هو أن الأسلوب الاستبدادي، لا يدخل أعضاء المنظمة بالقرار، والنتيجة النهائية هي مسؤولية القائد.
يستخدم هذا المصطلح بشكل خاص في المصطلحات التقنية [الإنجليزية]، ويؤكد على أهمية الجودة التقنية على حساب الجوانب السياسية. ويعبر المثل الشعبي "كثرة الطَّبّاخين تُفسِد الطبخة" عن نفس الفكرة.
هذا المصطلح يستخدم عادة في مجال تكنولوجيا المعلومات والاتصالات، خاصة عند الإشارة إلى تصميم اللغات والمعايير التقنية، كما هو موضح في أرشيفات نظام يوزنت.
وأحد الأمثالة على القرارت التقنية التي يُقال عنها أنها تصميم اللجنة هو حجم خلية أسلوب النقل اللاتزامني البالغ 53 بايت. فقد كان اختيار 53 بايت سياسياً وليس تقنيًا.
إذ عندما كان قطاع توحيد مقاييس الاتصالات التابع للاتحاد الدولي للاتصالات يعمل على توحيد أسلوب النقل اللاتزامني، أرادت الأطراف من الولايات المتحدة حمولة 64 بايت، وأرادت الأطراف في أوروبا حمولات 32 بايت. وعلى الرغم من أن معظم الأطراف الأوروبية قد وافقت في النهاية على الحجم الذي اقترحته الأطراف الأمريكية، إلا أن فرنسا وبعض الدول الأخرى اصرت على حجم خلية أقصر يبلغ 32 بايتًا. وتم اختيار حجم 53 بايتًا (48 بايتًا بالإضافة إلى رأس بحجم 5 بايتات) كتفاهم وسط بين متطلبات الأطراف المختلفة.
يعتبر هذا المصطلح شائعًا أيضًا في مجالات التصميم الأخرى مثل التصميم الجرافيكي، والهندسة المعمارية، والتصميم الصناعي. وفي تصميم السيارات التي تلقى الكثير من الانتقادات عندما تظهر سيارات غير شعبية أو تصميمات سيئة.
من الأمثلة على ما يسمى "التسمية بواسطة المجتمع"، إحدى المدارس بالقرب من ليفربول التي تأسست عن طريق دمج عدة مدارس معاً، وسميت رسميًا "مركز نوزلي بارك للتعلم الذي يخدم بريسكوت وويستون والمجتمع الأوسع" في عام 2009، حيث ذُكر في المسمى جميع المدارس والمجتمعات التي دمجت فيها باعتبارها حل وسط. واستمر هذا الاسم لمدة سبع سنوات قبل أن تقوم رئيسة المركز باختصاره إلى مدرسة بريسكوت [الإنجليزية]"، حيث صرحت بأن المسمى الأول كان "محرجًا للغاية".
مثال آخر، حين وُصفت المقاتلة لوكهيد مارتن إف-35 لايتنيغ الثانية على أنها تصميم اللجنة، بسبب تأخرها في الجدول الزمني للإنتاج، وتجاوز الميزانية، وانخفاض التوقعات. لقد صُممت في الأساس لخدمة الاحتياجات المتنوعة على نطاق واسع للفروع المتعددة للجيش كل ذلك في منصة واحدة بسيطة. وحدّد النهج المتعدد الاهتمامات على أنه المسؤول الرئيسي عن عدم النجاح في التصميم، بالإضافة إلى إضافة العديد من الميزات الجديدة والغير مجربة في التصميم. وعدم التقدم المتساوي في المناطق المختلفة والتحديات غير المتوقعة تعني أن إجراءات الإصلاحات التقنية الكبرى وإعادة التصميم يمكن أن تتسبب في تعطيل حركة البرنامج بالكامل، مما يتطلب إصلاح الطائرات حتى أثناء تسليمها.

## الأمثال
إحدى المقولات الشائعة في اللغة الإنجليزية تقول إن "الجمل حصان صُمم بواسطة لجنة"؛ وقد ظهرت هذه العبارة وانتشرت في الولايات المتحدة الأمريكية أوائل الخمسينيات من القرن الماضي.

## مقالات ذات صلة
- تفكير جماعي
- رجال عميان وفيل
- حكمة الجمهور
- فريق النمور